# Marc Carbonneau (réalisateur)
Pour les articles homonymes, voir Marc Carbonneau et Carbonneau.
Marc G. Carbonneau est un réalisateur canadien.

## Filmographie
Comme réalisateur
- 2003 : Occupation Double
- 2004 : Sucré salé
- 2005 : Donnez au suivant
- 2006 : Donnez au suivant
- 2007 : Donnez au suivant
- 2008 : La Petite Séduction
- 2009 : La Petite Séduction
- 2022 : Indéfendable